# Сургутский педагогический университет
Сургутский государственный педагогический университет — бюджетное учреждение высшего образования Ханты-Мансийского автономного округа — Югры, единственный педагогический ВУЗ в регионе.

## История
- 1986 год — открытие Сургутского педагогического училища приказом Министерства просвещения РСФСР;
- 1992 год — Сургутскому педучилищу присвоен статус педколледжа[2];
- 1995 год — реорганизация Сургутского педколледжа в Сургутский государственный педагогический институт;
- 2005 год — присвоение вузу статуса «университет».

В качестве ВУЗа с 1995 по 2016 год учреждением выпущено 6604 специалиста. В 2021 году обучаются 2679 студентов.

## Материально-техническая база
Учебный корпус № 1 расположен по адресу: г. Сургут, ул. 50 лет ВЛКСМ, д. 10/2;
Учебный корпус № 2, № 3 — расположены по адресу: г. Сургут, ул. Артёма, д. 9;
Концертно-спортивный комплекс (КСК) — расположен по адресу: г. Сургут, ул. Артёма, д. 9.
Два общежития квартирного типа для студентов и сотрудников расположены по адресам:
- г. Сургут, ул.50 лет ВЛКСМ, д. 2/2;
- г. Сургут, ул.30 лет Победы, д. 60/1.

## Образовательная деятельность
Университет ведёт обучение студентов в рамках 5 факультетов (филологический, физической культуры и спорта, психологии, социально-гуманитарный, социально-педагогический), 12 кафедр.
В университете реализуется 84 образовательные программы, сосредоточенных в 11 УГНП, содержащих 28 направлений подготовки (3 уровня высшего образования).
- По направлениям бакалавриата — 37 программ.
- По направлениям магистратуры — 23 программы.
- По направлениям аспирантуры — 24 программы.
- Дополнительное профессиональное образование:

— Программы Повышения квалификации
— Программы профессиональной переподготовки

## Научная деятельность
Ученые Сургутского Педагогического активно занимаются научными исследованиями по запросу Правительства Югры и федеральных научных, образовательных организаций.
В Педагогическом университете работают 5 научных лабораторий:
- Лаборатория «Региональных исследований»
- Лаборатория «Литературоведческих и лингвистических исследований»
- Лаборатория «Исторических исследований»
- Лаборатория «Здорового образа жизни и охраны здоровья»
- Лаборатория «Биологических основ безопасности образовательного пространства».

Реализуются 19 приоритетных направлений научно-исследовательской деятельности ВУЗа.
Создано малое инновационное предприятие (МИП): ООО «Информационно-научный центр физической культуры, здоровья и спорта»

## Спортивно-оздоровительная деятельность
В университете действуют более 20 спортивных секций: по легкой атлетике, волейболу, баскетболу, лыжному спорту, биатлону, гиревому спорту, хоккею, плаванию, киберспорту и многим другим.
Спортсмены — гордость университета.
В нашем университете получили образование выдающиеся спортсмены:
Заслуженных мастеров спорта — 4 человека;
Мастеров спорта международного класса — 20 человек;
Мастеров спорта России — 137 человек.
2016—2018 гг. — команда Сургутского государственного педагогического университета по мини-футболу занимала I место и становилась победителем Универсиад среди студентов высших учебных заведений ХМАО — Югры.
2022 г. — в Сургутском государственном педагогическом университете обучались — 2 мастера спорта международного класса; 13 студентов, имеющих спортивное звание мастера спорта России; 36 обучающихся, имеющих разряды кандидатов в мастера спорта.
2016—2023 гг. — гиревики университета становились неоднократными призёрами и победителями Всероссийских соревнований, Чемпионатов мира и Европы среди студенческих команд высших учебных заведений.

## Трудоустройство
Общий процент трудоустройства выпускников университета по уровню бакалавриата по данным подсистемы «Аналитика трудоустройства» единой цифровой платформы в сфере занятости и трудовых отношений «Работа России» составляет от 88 до 100 %.
161 выпускник СурГПУ — педагоги и специалисты — выбрали в качестве места работы родной ВУЗ.
Выпускники работают не только во всех уголках России, но и в Бельгии, Великобритании, Франции, Таиланде, Израиле, Южной Корее, Австралии — во многих странах мира.

## Руководители
С момента основания в 1986 году руководителем учреждения была доктор педагогических наук, профессор Надежда Васильевна Коноплина, с 15 июля 2019 года университет возглавляет доктор социологических наук, профессор Владислав Павлович Засыпкин.

## Награды
СурГПУ, входил более 8 раз в ТОП «100 лучших вузов страны»;
2006 г. — экспериментальная площадка Департамента образования и науки ХМАО-Югры по организации учебного процесса на основе кредитно-зачетной системы единиц;
2007 г. — золотая медаль за активную работу по практическому применению достижений информационно коммуникативных технологий на территории ХМАО-Югры на VII окружной выставке «Информационные технологии XXI века» (г. Ханты-Мансийск);
2007—2010 гг. — университет занимает лидирующие рейтинговые места в группе педагогических и лингвистических вузов страны;
2020 г. — победитель Всероссийского конкурса организаций «ЛидерыОтраслиРФ»;
2021 г. — федеральная инновационная площадка Министерства образования и науки с проектом «Виртуальный педагогический класс»;
2022 г. — включен в Федеральный реестр «Всероссийская Книга Почёта»;
2022 г. — Федеральная инновационная площадка в рамках проекта «Инновационная система языковой адаптации детей-мигрантов в условиях интегративного обучения русскому языку»;
Конкурс «Европейское качество образования».

## Выпускники
- Чемпионы Мира Алексей Ашапатов, Оксана Веревка, Александр Алиев, Мария Карлова, Иван Мыльченко
- Команда КВН «Борцы — Северный десант», трижды участница Высшей лиги КВН

## Официальные интернет-ресурсы
- Официальный сайт СурГПУ — http://www.surgpu.ru/
- Сайт для абитуриентов СурГПУ — https://tvoj.surgpu.ru/
- Официальная страница СурГПУ в VK — https://vk.com/surgpu
- Новостной телеграм-канал СурГПУ — https://t.me/surgpu